# Nansheng, Yuncheng
Nansheng (kinesiska: 南盛) är en köping i sydöstra Kina. Den ligger i stadsdistriktet Yuncheng i staden Yunfu i provinsen Guangdong, omkring 130 kilometer väster om provinshuvudstaden Guangzhou. Antalet invånare är 32 205. Befolkningen består av 15 292 kvinnor och 16 913 män. Barn under 15 år utgör 22,0 %, vuxna 15-64 år 67 %, och äldre över 65 år 10,0 %.